# 이집트땅거북
이집트땅거북(Testudo kleinmanni)는 북아프리카에 서식하는 땅거북이다. 한때는 널리 분포했으나, 현재 개체수는 감소하고 있어 이름에 들어가 있는 지명인 이집트에서는 멸종되었다. 현재는 리비아에만 남아있으며, 종을 보전하기 위해서는 전 세계적인 관심이 필요한 종이다. 애완동물로 불법포획되어 유출되는 것이 가장 큰 위협이다. 그리고 아주 작은 종류도 있다.